# Bateau de Snape

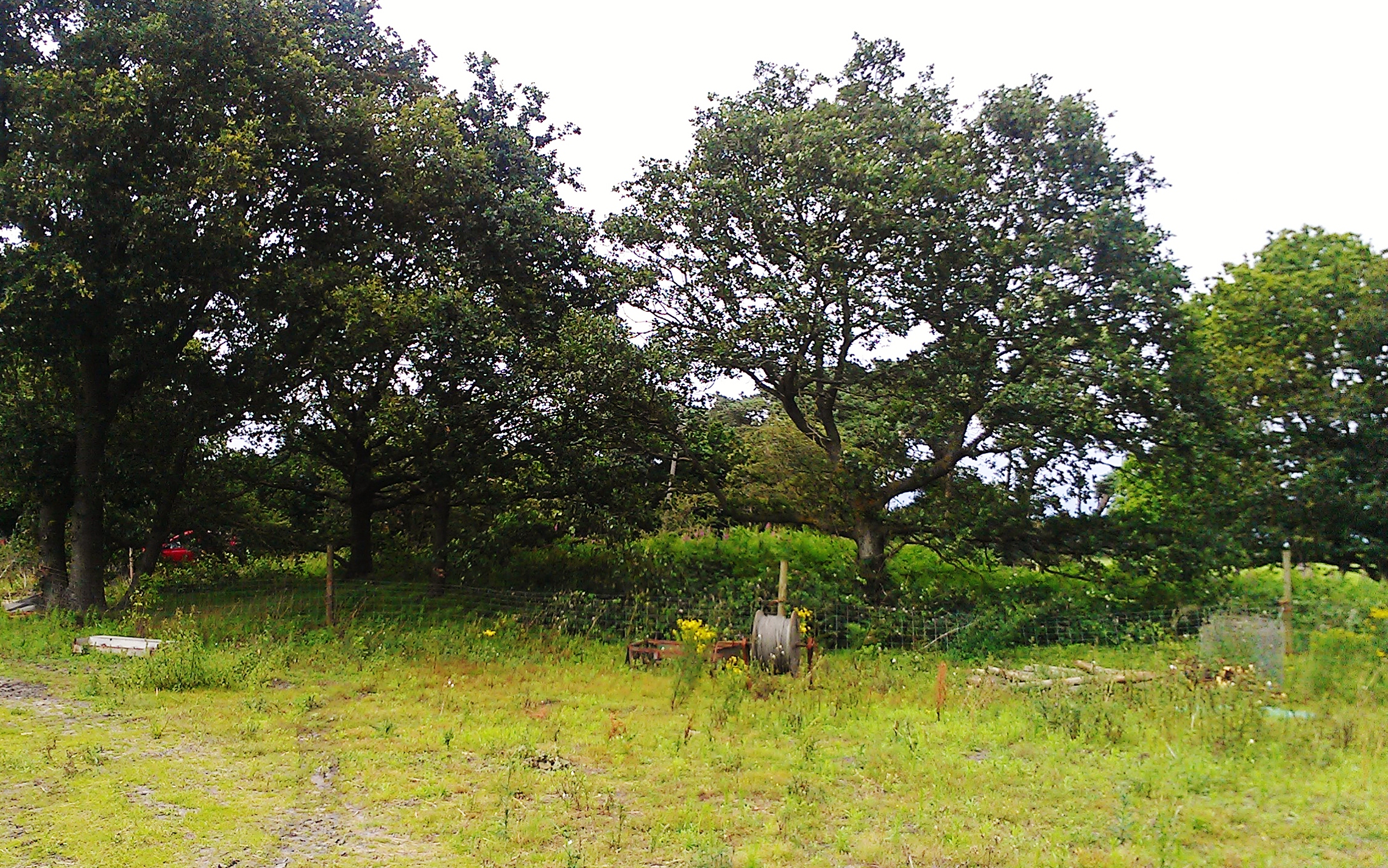
Monticule n°4, un des six tumuli du site (2012).

Le bateau de Snape est un bateau tombe datant du Ve-VIe siècle découvert à Snape dans le Suffolk, près d'Aldeburgh en Est-Anglie. Un groupe de monticules se trouvant là a été fouillé en 1862 et les restes d'un bateau à clin d'une quinzaine de mètres de longueur a été dégagé du plus large d'entre eux. Les objets trouvés dans la tombe incluent des fragments d'un calice en verre de couleur verte du style Anglo-Saxon primitif, ainsi qu'un anneau en or de la période romaine tardive. En se référant à ces trouvailles, la tombe est datée du Ve ou du VIe siècle. Des cheveux humains auraient également été trouvés.
La connaissance de ce site aida l'archéologue Basil Brown à comprendre la nature du site de Sutton Hoo dès qu'il réalisa que ce dernier avait la même configuration, à savoir celle d'un bateau tombe.
Les trouvailles ainsi que le compte-rendu des fouilles sont gardés au muséum d'Aldeburgh.